# نازنين حسين فيض الله
نازنين حسين فيض الله وهي سياسية عراقية ولدت في سنة 1967 شغلت منصب عضوة في مجلس النواب العراقي في دورته الأولى من عام 2005 إلى 2010.